# Циклон Јаси
Циклон Јаси (енгл. Cyclone Yasi) је тропска олуја пете категорије, која је захватила простор Вануатуа, Соломона, Папуе Нове Гвинеје и Аустралије у периоду између 26. јануара и 3. фебруара 2011. године. Максимална брзина ветра била је 285 км/ч, уз притисак од свега 923 милибара. Циклон се формирао у пољу ниског ваздушног притиска изнад Фиџија и кретао се ка западу.
Олуја је начинила велику материјалну штету на простору аустралијских држава Квинсленд, Нови Јужни Велс и Викторија, притом изазвавши и велики поплаве у долини река Мареј и Дарлинг. Штета је процењена на око три милијарде долара, а циклон је однео и једну људску жртву. Циклон Јаси се сматра једном од најпогубнији непогода која је у протеклих сто година задесила овај део света.

## Галерија
- Последице разарања
- Путања циклона
- Ишчупано дрвеће (Таунзвил)
- Разбијени прозори (Таунзвил)